# Diogmites affinis
Diogmites affinis là một loài ruồi trong họ Asilidae. Diogmites affinis được Bellardi miêu tả năm 1861. Loài này phân bố ở vùng Tân nhiệt đới.